# 第4航空師団名誉章
第4航空師団名誉章(ドイツ語: Ehrenplakette der Flieger-Division 4)は、ナチス・ドイツの勲章。空軍名誉章の一つである。

## 概要
ヘルムート・ビーネック指揮下であるドイツ空軍第4航空師団の活躍を称えるため、1938年に制定された。
第4航空師団名誉章は鉄製であり、上部に空軍鷲章が描かれている。その下にFÜR HERVORRAGENDE/LEISTUNG/DER KOMMANDIERENDE/DER FLIEGER-DIVISION 4(第4航空師団の指揮による優れた業績)と、ドイツ語で刻まれている。